# Zig (programmeertaal)
De programmeertaal Zig is, net als C, een imperatieve programmeertaal.
Het is bedoeld als opvolger van C, met als doel het programmeren eenvoudiger te maken en efficiëntere code te genereren. Enkele verbeteringen zijn onder andere geen verborgen flow control, geen verborgen allocaties en pakketbeheer.
Dit is een Zig-implementatie van Hello World.
```
const
 
std
 
=
 
@
import
(
"std"
);

pub
 
fn
 
main
()
 
!
void
 
{

    
const
 
stdout
 
=
 
std
.
io
.
getStdOut
().
writer
();

    
try
 
stdout
.
print
(
"Hello, {s}!
\n
"
,
 
.{
"world"
});

}

```